# 누에바 칸시온

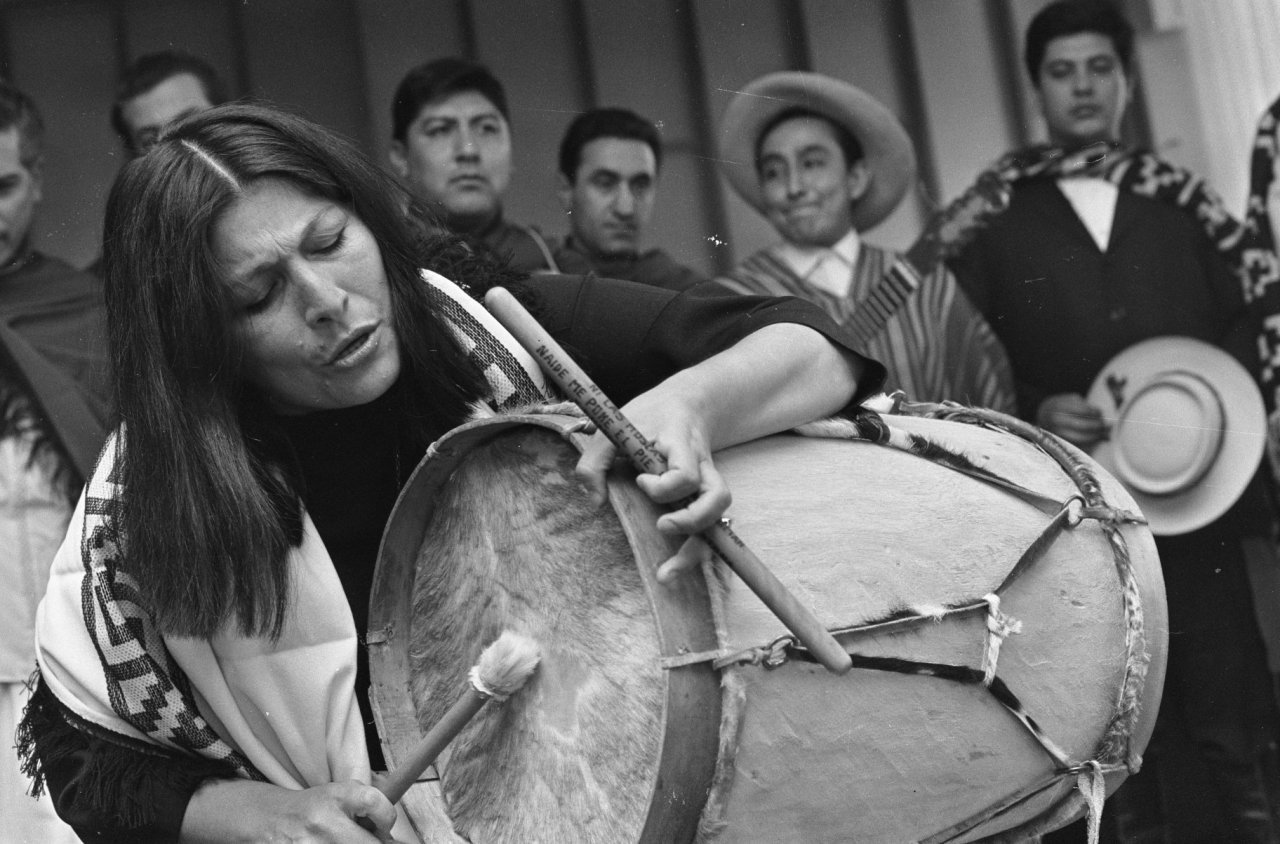

누에바 칸시온(스페인어: Nueva canción, 신음악 운동)은 라틴아메리카의 사회 참여적인 노래의 장르 또는 운동이다. 누에바 칸시온은 1970년대와 80년대 라틴아메리카에서 사회 변동에 많은 영향을 미친 것으로 알려져 있다.
누에바 칸시온은 1960년대 칠레에서 "누에바 칸시온 칠레"(칠레 신음악 운동)으로서 처음 형성됐으며, 이러한 음악적인 형식은 다른 라틴아메리카의 지역에서도 곧 나타났다. 누에바 칸시온은 라틴아메리카의 민속 음악을 현대화했으며 라틴 아메리카의 좌파 운동과 연관을 갖게 됐다. 여기서 좌파 운동과의 연관성은 누에바 칸시온이 라틴아메리카 전역에서 큰 인기를 끌게 된 계기가 되었다. 이후 누에바 칸시온은 라틴아메리카 음악의 일부분이 됐지만, 현재 더 이상 동시대적인 장르는 아니다.
60 ~ 70년대 라틴아메리카의 우파 군사정권 아래에서 여러 누에바 칸시온 음악인들은 해외로 망명했다. 대표적인 음악인이었던 빅토르 하라는 칠레 군부에 의해 살해당했고, 메르세데스 소사는 아르헨티나에서 스페인으로 망명했다. 또한, 누에바 칸시온이 점차 정치적인 의미를 지니게 되면서 누에바 칸시온에 참여한 음악인 중 몇몇은 정치 운동에 참여하곤 했다.
누에바 칸시온 운동은 1950년대 후반부터 칠레와 아르헨티나에서 싹튼 뒤 그 범위가 넓어져 카리브해와 라틴아메리카 전역으로 확산된 민족문화운동이었다. 시작 초기에는 전통민속문화에 대한 연구와 채집, 보급이 중심이었다. 칠레에서는 파블로 네루다의 권유로 비올레따 빠라에 의해 시작됐다. 이런 노력은 점차 자신들의 문화가 단순히 스페인 등 유럽에서 이식되어 온 것이 아니라 안데스 고산지대에서 300여년 찬란한 문명을 꽃피웠던 잉카조상의 후예 인디오 문화에 그 뿌리를 두고 있다는 각성으로 이어졌다. 칠레 민중들의 정체성을 찾아낸 것이다. 민중들에게 강렬한 호소력을 지닌 이 운동이 써내려간 노랫말과 인디오의 선율들은 라틴 아메리카 대륙의 수백년 역사를 비추는 거울이 되었음은 물론이다.

1970년대에는 이미 라틴 아메리카 민족운동의 큰 줄기로 자리 잡았다. 가난한 민중들을 억압하는 제도, 집단, 계급, 문화를 추방하는 운동으로 발전하면서 독재정권과 지배자들의 기반을 허무는데 큰 몫을 했다. 정치에서 종속을 거부하고, 경제에서 착취를 반대하고, 그리고 무엇보다도 문화에서 정체불명의 제국주의 문화 침투를 배격하는 문화예술인들의 이러한 저항운동에는 당연히 혹독한 탄압과 희생이 뒤따랐다.

누에바 칸시온은 칠레의 음악, 라틴아메리카만의 음악이 아닌 세계의 음악으로서, '제3세계를 포함한 전 세계 민중이 인종과 종교, 가치와 신념을 초월해 공감할 수 있는 공통의 음악 언어'로 재정의할 수 있다. 아따우알빠 유빵끼를 '누에바 칸시온의 아버지'라 한다면 비올레따 빠라는 '누에바 칸시온의 어머니'와 같은 존재다. 빅토르 하라는 바로 비올레따 빠라의 사상, 이념, 노래운동의 진정한 계승자라 할 수 있다.— 칠레 민중가수 빅토르 하라의 삶과 노래《내 마음속의 굴렁쇠》

## 같이 보기
- 빅토르 하라
- 메르세데스 소사
- 아타우알파 유판키
- 폴클로레